# Клястицкий 6-й гусарский полк

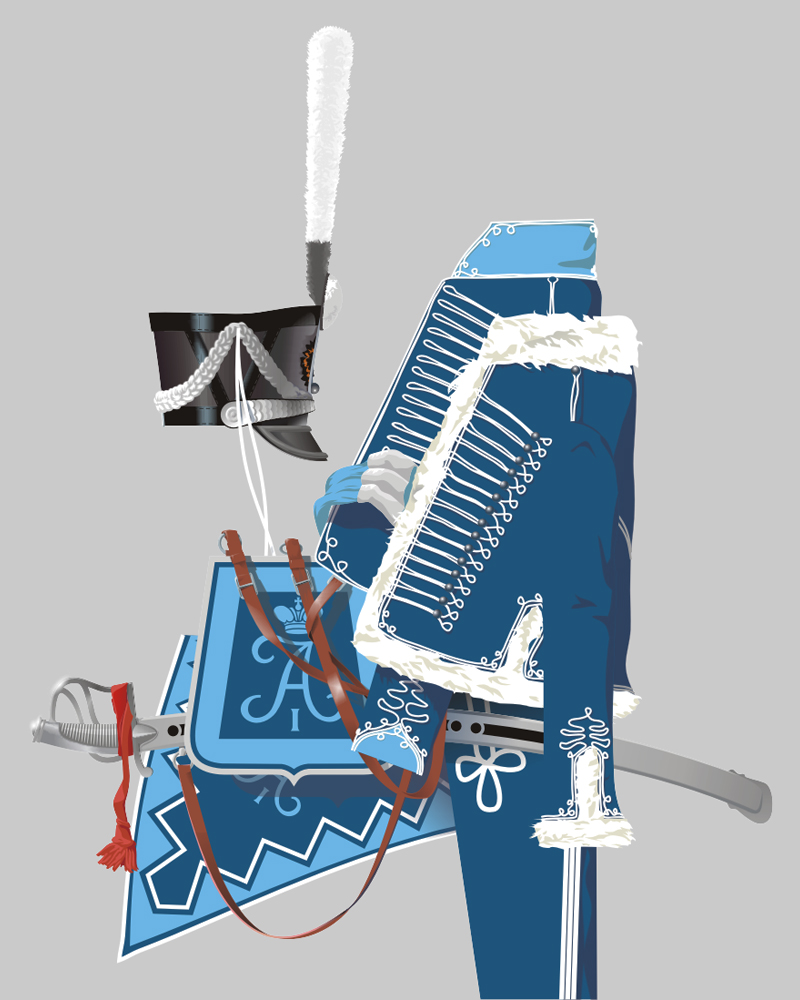
Форма одежды Гродненского гусарского полка образца 1812 года

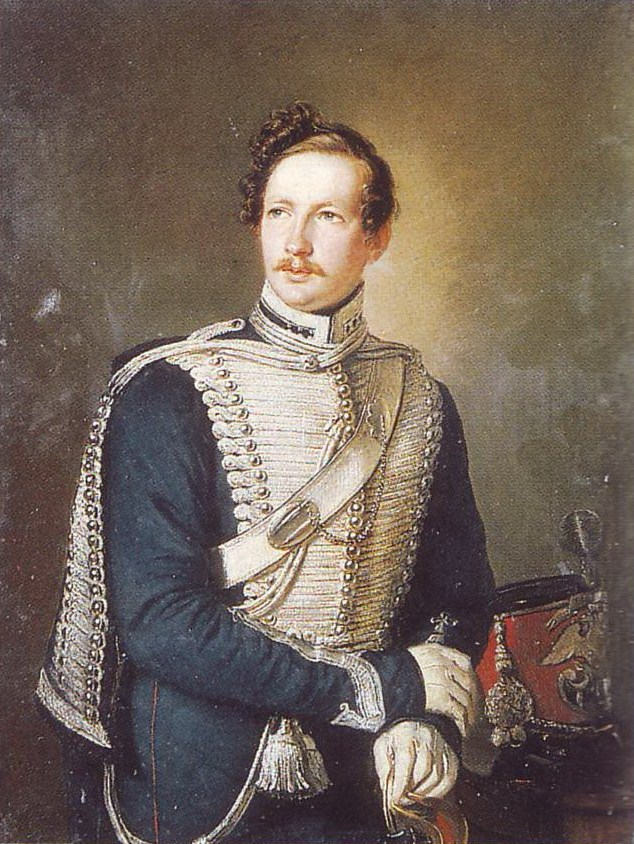
Корнет Клястицкого гусарского полка Николай Алексеевич Томилов, 1837 год

6-й гусарский Клястицкий Генерала Кульнева полк — кавалерийская воинская часть Русской императорской армии. С 1875 по 1918 год входил в состав 6-й кавалерийской дивизии.

## История
13 июня 1806 года приказано сформировать в Торопце из двух эскадронов Изюмского гусарского и по одному эскадрону из Сумского, Ахтырского и Ольвиопольского гусарских полков новый 10-эскадронный полк, названный Гродненским гусарским полком. Первым шефом полка назначен флигель-адъютант полковник Шепелев.
27 августа 1806 года учреждён запасный эскадрон.
В январе 1807 года полк получил боевое крещение в сражении при Прейсиш-Эйлау.
Во время войны со Швецией в зимнюю кампанию 1808—1809 гг. гродненские гусары совершили рейд в Швецию по льду Ботнического залива.
В начале Отечественной войны 1812 года Гродненский полк действовал на Петербургском направлении в составе отдельного корпуса генерал-лейтенанта П. Х. Витгенштейна, на правом фланге 1-й армии Барклая де Толли. Полк отличился в сражении под Клястицами. Многие гродненские гусары за бои 16, 18, 19 и 20 июля были отмечены наградами. Нижние чины получили 33 знака отличия Военного ордена, подполковники Силин и Ридигер — ордена Святой Анны 2-й степени, 7 обер-офицеров — ордена Святого Владимира 4-й степени, четыре офицера — ордена Святой Анны 3-й степени, шесть офицеров — золотые сабли с надписью «За храбрость».
За отличия в кампаниях 1812—1814 годов полк заслужил две коллективные награды: серебряные трубы с надписью: «За отличие при поражении и изгнании неприятеля из пределов России 1812 года» и знаки на кивера с надписью: «За отличие».
17 февраля 1824 года в память о сражении под Клястицами, в котором погиб шеф полка генерал Кульнев, Гродненский гусарский полк переименован в Клястицкий гусарский полк. Наименование «Гродненский» передано новому Лейб-гвардии Гродненскому гусарскому полку, сформированному в Варшаве из уроженцев Польши и Литвы. Из старого полка в новый было переведено 176 нижних чинов с лошадьми и оружием.
- 30.08.1855 — Гусарский генерал-адъютанта графа Ридигера.
- 05.06.1856 — Клястицкий гусарский полк.
- 30.08.1856 — Гусарский Его Велико-Герцогского Высочества Принца Людвига Гессенского полк.
- 19.03.1857 — Клястицкий Гусарский Его Велико-Герцогского Высочества Принца Людвига Гессенского полк.
- 25.03.1864 — 6-й Гусарский Клястицкий Его Велико-Герцогского Высочества Принца Людвига Гессенского полк.
- 06.06.1877 — 6-й Гусарским Клястицкий Его Королевского Высочества Великого Герцога Гессенского полк.
- 18.08.1882 — 18-й Драгунский Клястицкий Его Королевского Высочества Великого Герцога Гессенского полк.
- 06.03.1892 — 18-й Драгунский Клястицкий Его Королевского Высочества Великого Герцога Гессенского Эрнста-Людвига полк.
- 06.12.1907 — 6-й гусарский Клястицкий Его Королевского Высочества Великого Герцога Гессенского Эрнста-Людвига полк.
- 26.01.1909 — 6-й гусарский Клястицкий Генерала Кульнева, ныне Его Королевского Высочества Великого Герцога Гессенского Эрнста-Людвига полк.
- 26.07.1914 — 6-й гусарский Клястицкий Генерала Кульнева полк.
- 1918 — расформирован.

## Форма 1914 года
Обще гусарская. Доломан, тулья, клапан - пальто, шинели - тёмно-синий, шлык, околыш, погоны, варварки, выпушка - светло-синий, металлический прибор - серебряный.

### Флюгер
Цвета: Верх - светло-синий, полоса - белый, низ - тёмно-синий.

## Знаки различия

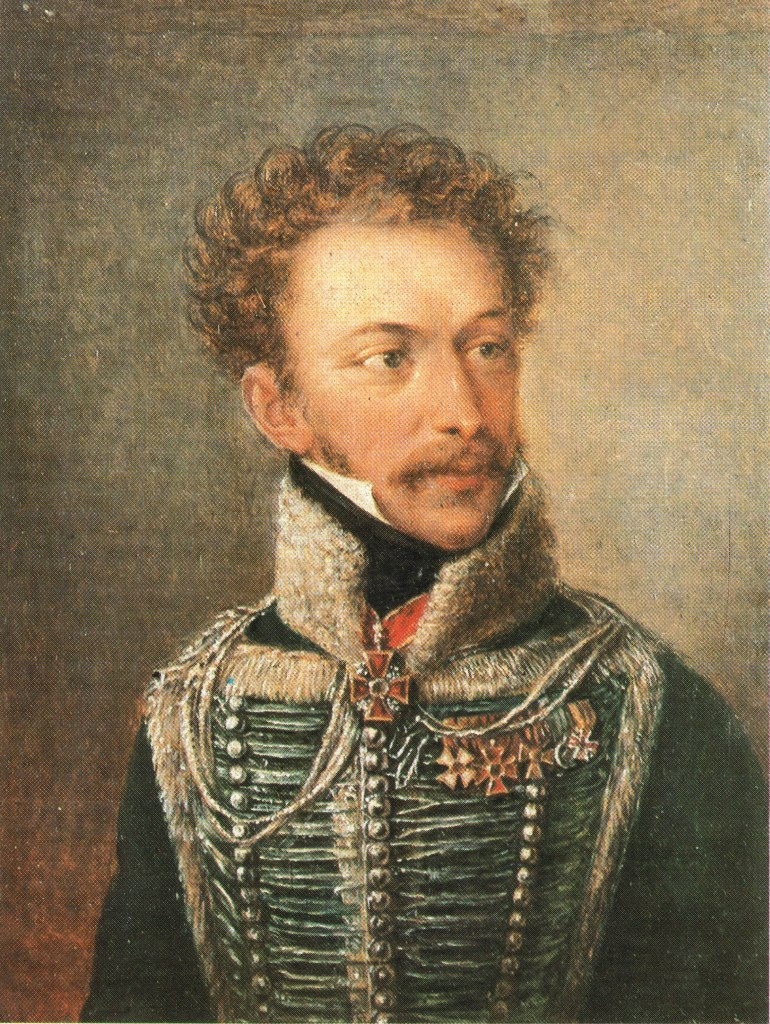
Полковник князь А. К. Ипсиланти в форме Гродненского гусарского полка. Портрет работы неизвестного художника, 1814-1817 гг.

### Oфицеры
| Описание                    | Знаки различия по состоянию на 1908-1917 гг. | Знаки различия по состоянию на 1908-1917 гг. | Знаки различия по состоянию на 1908-1917 гг. | Знаки различия по состоянию на 1908-1917 гг. | Знаки различия по состоянию на 1908-1917 гг. | Знаки различия по состоянию на 1908-1917 гг. |
| --------------------------- | -------------------------------------------- | -------------------------------------------- | -------------------------------------------- | -------------------------------------------- | -------------------------------------------- | -------------------------------------------- |
| Шнуры наплечные на доломане |                                              |                                              |                                              |                                              |                                              |                                              |
| Чин / звание                | Полковник                                    | Подполко́вник                                 | Ротмистр                                     | Штабс-ротмистр                               | Пору́чик                                      | Корнет                                       |
| Группа                      | Штаб-офицеры                                 | Штаб-офицеры                                 | Обер-офицеры                                 | Обер-офицеры                                 | Обер-офицеры                                 | Обер-офицеры                                 |

### Унтер-офицер и Рядовые
| Описание                    | Знаки различия по состоянию на 1908-1917 г. | Знаки различия по состоянию на 1908-1917 г. | Знаки различия по состоянию на 1908-1917 г. | Знаки различия по состоянию на 1908-1917 г. | Знаки различия по состоянию на 1908-1917 г. | Знаки различия по состоянию на 1908-1917 г. |
| --------------------------- | ------------------------------------------- | ------------------------------------------- | ------------------------------------------- | ------------------------------------------- | ------------------------------------------- | ------------------------------------------- |
| Шнуры наплечные на доломане |                                             |                                             |                                             |                                             |                                             |                                             |
| Чин / звание                | Подпрапорщик                                | Вахмистр                                    | Старший Унтер-офицер                        | Младший Унтер-офицер                        | Ефрейтор                                    | Гусар                                       |
| Группа                      | Унтер-офицеры                               | Унтер-офицеры                               | Унтер-офицеры                               | Унтер-офицеры                               | Рядовые                                     | Рядовые                                     |

Другиe ...

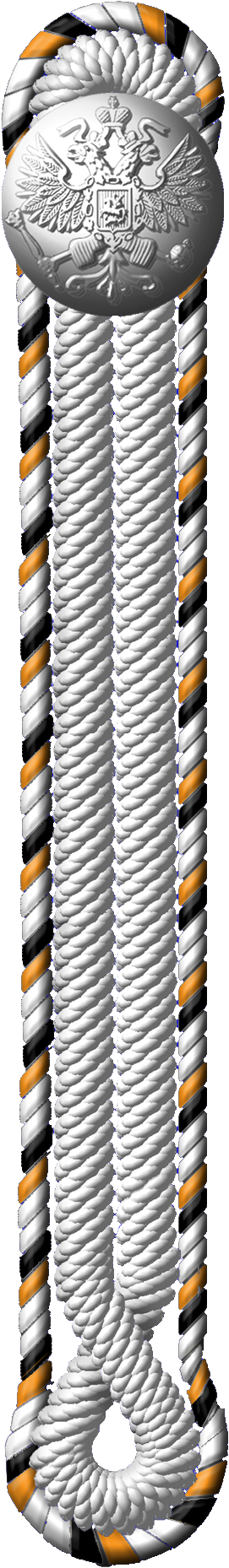
Гусар на правах вольно- определяющегося (1908—1917 гг.)
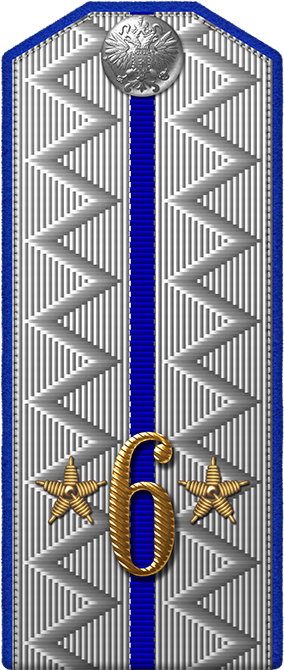
Погон корнета

## Возрождение полка в Белом движении
26 августа 1919 года возрождён в Донской армии генерала В. И. Сидорина в составе четырёх эскадронов. Включен в Отдельную кавалерийскую бригаду, которая в конце сентября развернута в Сводную кавалерийскую дивизию. Полком командовал полковник Николай Николаевич Шишкин (1888-1967). 13 марта 1920 года основная часть полка была эвакуирована из Новороссийска в Крым.
С 16 апреля 1920 эскадрон полка входил во 2-й кавалерийский полк Русской армии Врангеля. 9 октября 1920 года эскадрон откомандирован в состав стрелкового полка 2-й кавалерийской дивизии, с которым погиб 30 октября у д. Мамут под Джанкоем. Эскадроном командовал ротмистр (с 28 мая 1920 года подполковник) Д. С. Франк.

## Боевые отличия

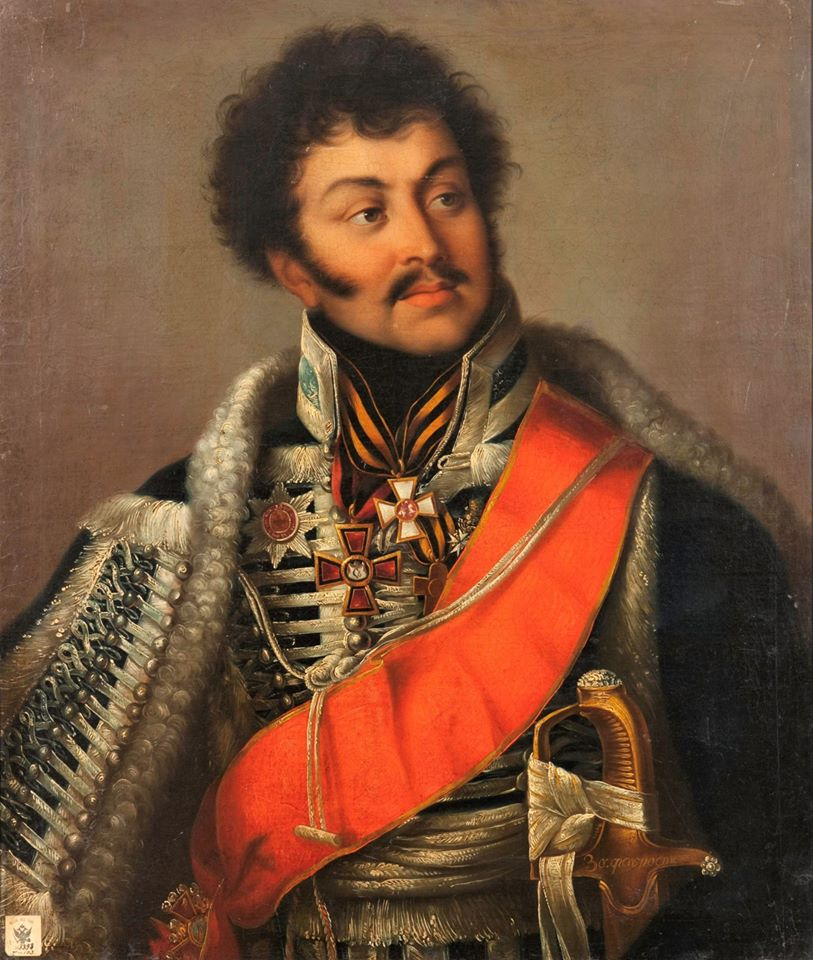
Генерал-майор Д. Д. Шепелев в форме Гродненского гусарского полка. Портрет работы неизвестного художника, 1809-1810 гг.

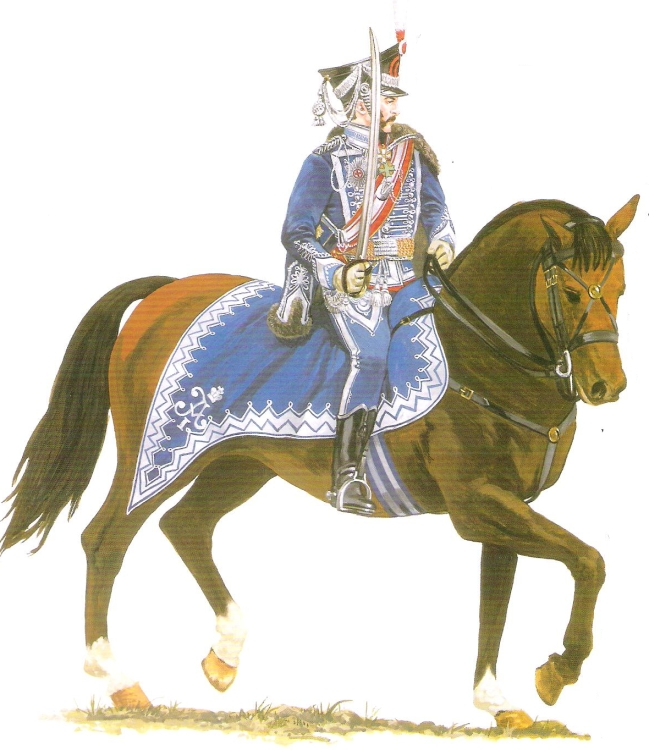
Мундир генерала Кульнева, Гродненский гусарский полк, 1812 год

- 7 серебряных труб с надписью: «За отличие при поражении и изгнании неприятеля из пределов России 1812 года»
- знаки на кивера с надписью: «За отличие», за заслуги в кампаниях 1812-1814 гг.

## Шефы
Шефы или почётные командиры:

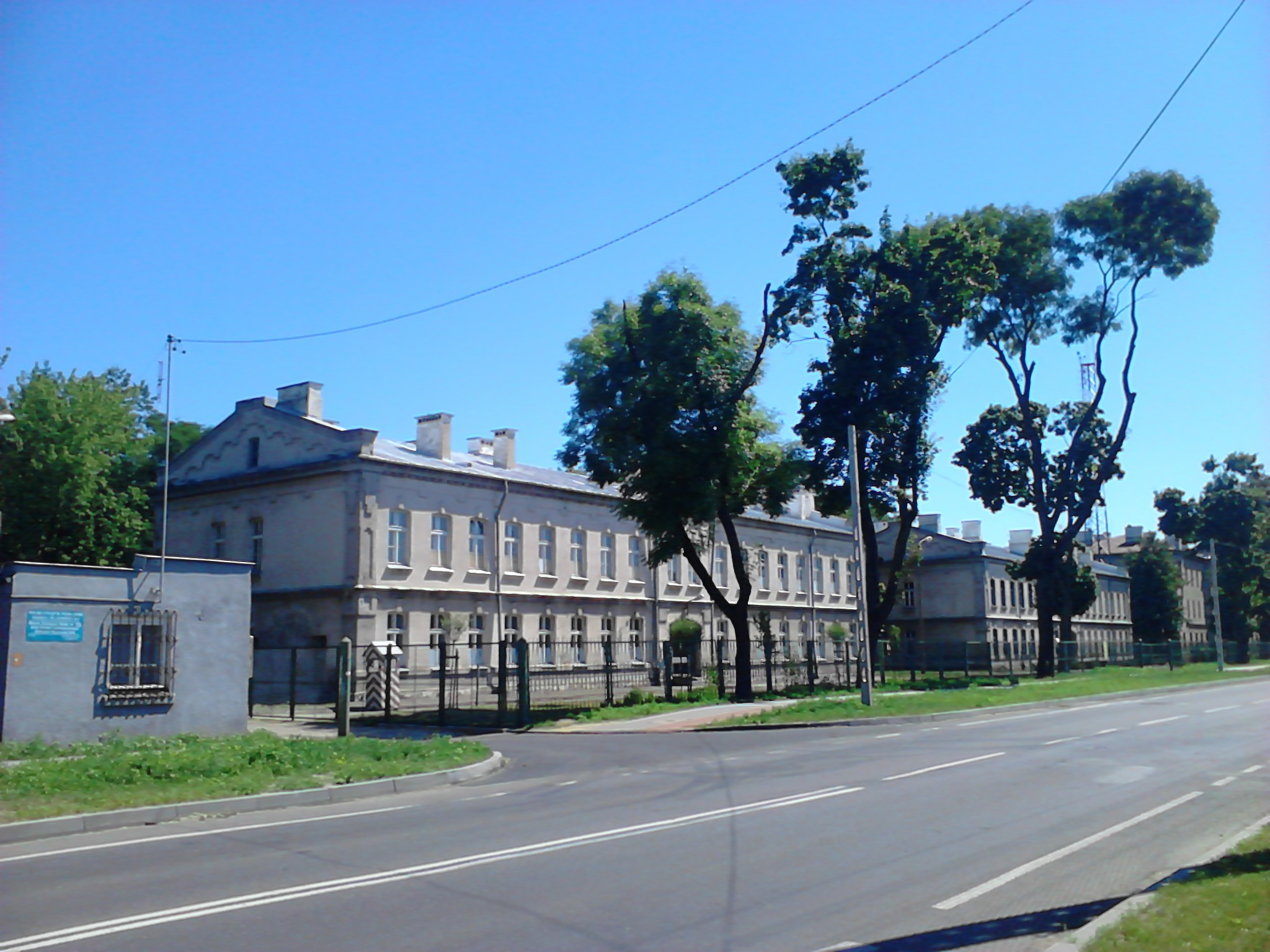
Казарма в Пшасныше, занимаемая полком с 1913 по 1915 год.

- 23.06.1806 — 17.01.1811 — флигель-адъютант полковник (с 24.05.1807 генерал-майор) Шепелев, Дмитрий Дмитриевич
- 17.01.1811 — 20.07.1812 — генерал-майор Кульнев, Яков Петрович
- 31.10.1812 — 01.09.1814 — полковник (с 27.05.1813 генерал-майор) Ридигер, Фёдор Васильевич
- 14.05.1845 — 15.06.1856 — генерал от кавалерии генерал-адъютант граф Ридигер, Фёдор Васильевич (почётный шеф)
- 30.08.1856 — 06.06.1877 — Людвиг III (великий герцог Гессенский).
- 06.06.1877 — 06.03.1892 — Людвиг IV (великий герцог Гессенский).
- 06.03.1892 — 26.07.1914 — великий герцог Эрнст Людвиг Гессенский.

## Командиры
- 05.10.1806 — 26.10.1809[2] — полковник Бибиков, Степан Матвеевич
- 27.11.1809 — 25.12.1811 — полковник Шау, Дмитрий Иванович
- 25.12.1811 — 31.10.1812 — полковник Ридигер, Фёдор Васильевич
- 31.10.1812 — 09.01.1816[3] — полковник Турский, Леонтий Александрович
- 09.01.1816 — 23.10.1819 — полковник барон Розен, Андрей Фёдорович
- 23.10.1819 — 06.12.1827 — полковник князь Гагарин, Фёдор Фёдорович
- 06.12.1827 — 18.10.1831 — полковник (с 18.10.1831 генерал-майор) Дмитриев-Мамонов, Александр Иванович
- 11.12.1831 — 04.12.1833 — полковник Ильинский, Александр Ильич
- 11.12.1833 — 01.08.1836 — полковник Борщёв, Андриан Михайлович
- 04.10.1836 — 20.09.1842 — полковник (с 16.04.1841 генерал-майор) фон Фишбах, Карл Фёдорович
- 21.09.1842 — 27.02.1847 — подполковник (с 15.12.1843 полковник) барон Бюлер, Карл Фёдорович
- 27.02.1847 — 06.12.1849 — полковник Курсель, Александр Фёдорович
- 06.12.1849 — 13.10.1856 — полковник (с 11.04.1854 генерал-майор) Палеолог, Христофор Павлович
- 13.10.1856 — 24.08.1859[4] — полковник Соколовский, Николай Павлович
- 11.09.1859 — 30.08.1862 — полковник Швебс, Константин Александрович
- 08.09.1862 — 21.09.1868 — полковник барон фон Менгден, Владимир Эрнестович
- 21.09.1868 — 13.06.1872 — полковник Эттер, Николай Павлович
- 13.06.1872 — 22.09.1873 — полковник Сталь, Николай Егорович
- 22.09.1873 — 05.12.1880 — полковник Эттер, Павел Павлович
- 05.12.1880 — 26.06.1883 — полковник фон Гойер, Владимир Александрович
- 26.06.1883 — 30.06.1884 — полковник Хрулёв, Николай Степанович
- 30.06.1884 — 26.01.1885 — полковник флигель-адъютант барон Оффенберг, Александр Фёдорович
- 26.01.1885 — 19.06.1889 — полковник Баженов, Пётр Николаевич
- 19.06.1889 — 24.06.1891 — полковник Шутлеворт, Николай Васильевич
- 29.06.1891 — 25.04.1900 — полковник Бородаевский, Александр Аркадиевич
- 16.05.1900 — 05.06.1902 — полковник Карандеев, Валериан Александрович
- 26.06.1902 — 11.05.1908 — полковник фон Кубе, Юлий-Николай Максимилианович
- 14.06.1908 — 14.12.1913 — полковник Свешников, Николай Львович
- 22.12.1913 — 04.07.1916 — полковник (с 22.05.1916 генерал-майор) Гамзагурди, Сергей Львович
- 08.07.1916 — 17.03.1917 — полковник Романов, Фёдор Николаевич
- 24.04.1917 — 31.08.1917 — полковник Гончаров, Михаил Андреевич
- 31.08.1917 — хх.хх.хххх — полковник Крушинский, Сергей Антонович

## Известные люди, служившие в полку
- П. П. Лосьев
- Ф. А. Келлер
- А. Н. Чеченский